# 广陵散

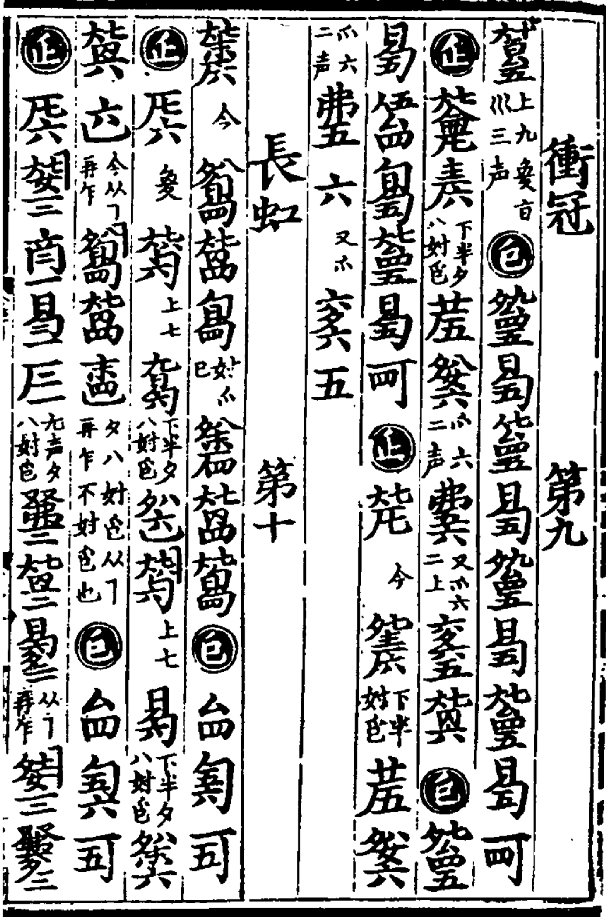
明代《神奇秘譜》中所收錄的〈廣陵散〉減字譜其中一頁

〈廣陵散〉是一首古琴曲，又名〈廣陵止息〉，又名〈聶政刺韓王曲〉。傳說為嵇康或聶政所作，或認為是古代流行於廣陵（今江蘇揚州）的民間樂曲。

## 版本

### 琴譜版本
史書記載中最早的版本是唐朝李良辅的《广陵止息谱》，二十三拍（段）。現存琴譜中有十多個版本，最早的版本見於明代《神奇秘譜》。朱權在譜中說此曲「世有二譜，今予所取者，隋宮中所收之譜。」
王世襄比較了《風宣玄品》和《西麓堂琴統》本，推測《神奇秘譜》本為北宋或更早的傳譜。而在和《幽蘭》比較之間，發現《神奇秘譜》本有文字譜的痕跡，且部份句法接近晚唐陳拙《指法》的譜例，認為《神奇秘譜》本成形應該晚於《幽蘭》手抄本。也就是說，現存最早的《神奇秘譜》本〈廣陵散〉應該是唐末至北宋之間的傳譜。

### 打譜版本
至1956年為止，曾有管平湖、吳景略、徐立孫、吳振平、姚丙炎、朱惜辰、王生香、戚長毅等琴家分別根據《神奇秘譜》和《風宣玄品》初步打譜完成。
現今常見版本如下：
- 管平湖從《神奇秘譜》和《風宣玄品》修訂來的全本，王迪記譜，[7]有管平湖本人的錄音；
- 李祥霆、龔一等琴家分別自管平湖的版本做成的節本；[8]
- 吳景略、吳文光父子自《神奇秘譜》修訂的全本及其節本，[9][10]二人皆有錄音；
- 姚丙炎、姚公白父子自《神奇秘譜》和《風宣玄品》修訂的全本及二十三拍本，[11]二人皆有錄音。

## 典故

### 聶政
譜中有關於「取韩」、「冲冠」、「發怒」、「投劍」等內容的分段小標題，因此古來琴家即把〈廣陵散〉與〈聶政刺韓王〉看作是異名同曲。
根據《史記·刺客列傳》，聶政刺殺的對象是韓相俠累，記載中沒有提到琴曲。而蔡邕的《琴操》則說是聶政為了報殺父之仇而刺殺韓王，失敗之後，入山遇到仙人，向其學習琴藝，後來以演奏琴曲接近韓王，最後成功將其殺死。蔡邕更明確指出〈聶政刺韓王〉琴曲就是聶政本人所作。

### 嵇康

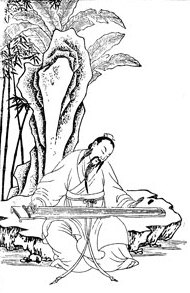
明代《列仙全傳》中嵇康彈琴畫像

三國時代，竹林七賢之一的嵇康因得罪当时魏国的权臣大将军司马昭的宠臣鍾會，而被蒙冤处死，臨行刑前曾彈奏此曲，並於曲終感叹说：“袁孝尼嘗請學此散，吾靳固不與，〈廣陵散〉於今絕矣！”古琴记谱方法不记载旋律节奏，琴曲传承多需师者对弟子讲解教授每个乐句，然后对弹，因此即使現存〈廣陵散〉的曲谱和嵇康所奏相同，節奏与嵇中散当年所奏〈廣陵散〉之异同已未可知。《太平廣記》三百十七引《靈鬼志》中，提及嵇康由鬼神授〈廣陵散〉一曲，此传说亦当作“传授〈廣陵散〉演奏之法”解。
〈廣陵散〉特殊的慢商调中，代表「臣」的商絃與代表「君」的宮絃同音，因此嵇康彈奏此曲被解讀為是在暗指司馬懿父子意圖篡位。韓皋認為「廣陵散」是「敗散於廣陵」的意思，王凌、毌丘儉、文欽、諸葛誕等人為了匡復魏室所發動的壽春三叛皆敗亡，而這四個人都曾任揚州都督，揚州即是廣陵，所以「廣陵散」是指曹魏的政權於廣陵散失。韓皋是唐朝人。自唐初廣陵成為揚州的同義詞，韓皋乃有此見。然而從西漢到西晉，廣陵屬於徐州，與揚州不相干。沈括認為「散」與「操」、「弄」等字一樣，很明顯只是琴曲的意思，如應璩與劉孔才的信中即說“聽廣陵之清散”，但嵇康有可能用這個曲名來諷刺時事。耶律楚材認為，曲中描述聶政刺韓相俠累之事，亦是譏諷司馬懿父子，認為司馬氏是如同韓相一樣的權臣，才會激發像聶政一樣的義士。

## 結構
根據《神奇秘譜》，全曲分為六個部份：
1. 開指
2. 小序
3. 大序，分為五段：井里、申誠、順物、因時、干時
4. 正聲，分為十八段：取韓、呼幽、亡身、作氣、含志、沉思、返魂、侚物、衝冠、長虹、寒風、發怒、烈婦、收義、揚名、含光、沉名、投劍
5. 亂聲，分為十段：峻跡、守質、歸政、誓畢、終思、同志、用事、辭鄉、氣衝、微行
6. 後序，分為八段：會止息意、意絕、悲志、嘆息、長吁、傷感、恨憤、亡計

## 評價與影響
〈廣陵散〉一曲採用了慢商调弦式，即第二弦降低大二度，與第一弦同音。因為第二弦象徵“臣”，与象徵“君”的第一弦相同，臣僭越成了君，所以被認為不宜於君王前演奏。此外，此曲充满了慷慨激烈的情緒，與古琴音樂平和的特点大相异趣，因而被朱熹予以贬低和排斥。
但毫無疑問，〈廣陵散〉早已是流傳最廣的琴曲之一。宋代的陳暘曾評為「曲之師長」。元代宰相耶律楚材曾作〈彈廣陵散終日而成因賦詩五十韻序〉描述〈廣陵散〉如何激盪人心，並形容其為「一鼓息萬動，再弄鬼神泣」。
金庸的《笑傲江湖》裏，衡山派的劉正風和日月教的曲洋創作了琴簫合奏的〈笑傲江湖之曲〉，小说中写到該樂曲部分是從〈廣陵散〉改編而來。